# Courtney Fortson
Courtney Fortson (ur. 23 maja 1988 w Montgomery) – amerykański koszykarz, występujący na pozycjach rozgrywającego, obecnie zawodnik PGE Spójni Stargard.
W 2007 został wybrany najlepszym zawodnikiem szkół średnich stanu Alabama (Alabama Mr. Basketball).
W 2013 reprezentował Houston Rockets, podczas rozgrywek letniej ligi NBA.
26 lipca 2021 dołączył do izraelskiego Bene Herclijja. 26 października 2022 został zawodnikiem PGE Spójni Stargard.

## Osiągnięcia
Stan na 6 kwietnia 2023, na podstawie, o ile nie zaznaczono inaczej.
NCAA
- Zaliczony do:
  - I składu najlepszych pierwszorocznych zawodników SEC (2009)
  - II składu SEC (2010)

Drużynowe
- Mistrz II ligi rosyjskiej (2014)

Indywidualne
- MVP:
  - rosyjskiej Superligi (2014 – II liga rosyjska)
  - miesiąca:
    - ligi VTB (grudzień 2014)
    - EBL (styczeń 2023)[4]

  - kolejki EBL (9, 18, 19 – 2022/2023)[5][6][7]
- Zagraniczny MVP chińskiej ligi CBA (2018)
- Obrońca roku CBA (2018)
- Zaliczony do:

- - I składu:
    - Superligi (2014)

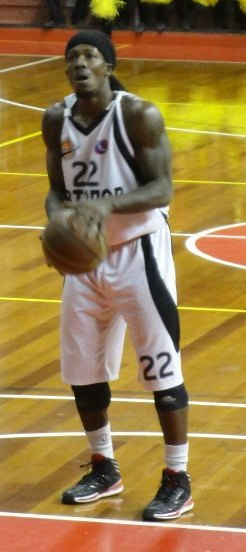
Courtney Fortson

    - kolejki EBL (8, 9, 12, 18, 19, 21 – 2022/2023)[9][10][11][12][13][14]

  - II składu:
    - D-League (2012)
    - defensywnego D-League (2012)
- Uczestnik meczu gwiazd ligi:
  - tureckiej (2016)
  - D-League (2013)
- Lider:
  - w asystach:
    - EuroChallenge (2015)
    - chińskiej ligi CBA (2018, 2019)

  - przechwytach CBA (2018)